# Daniela Bobadilla

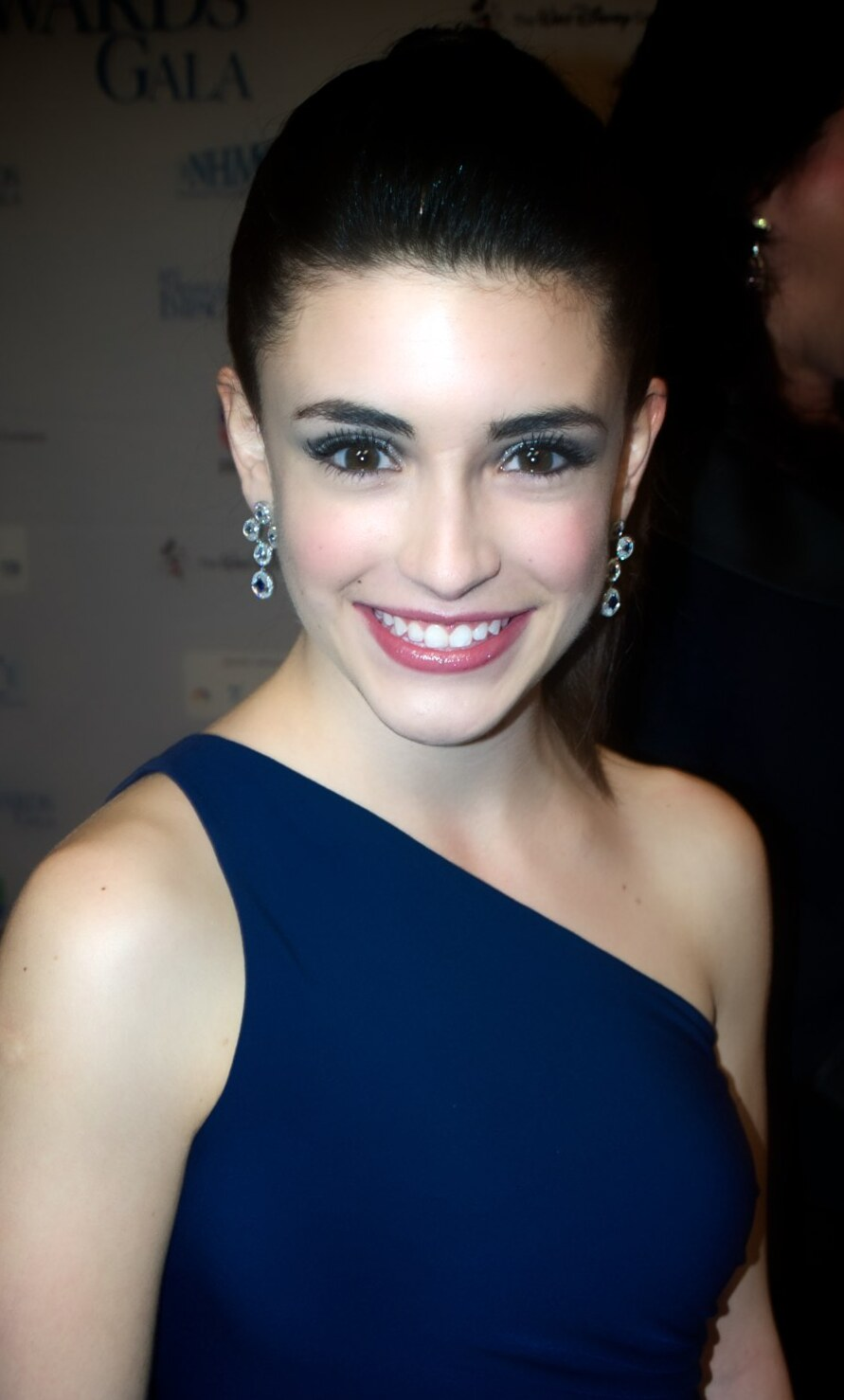
Daniela Bobadilla (2012)

Daniela Bobadilla (ur. 4 kwietnia 1993 w Meksyku) – kanadyjska aktorka meksykańsko-hiszpańskiego pochodzenia.

## Filmografia

### Film
- Mothers of the Bride (2015) jako Jenna Wolf
- Texas Heart (2016) jako Alison
- The Stranger Inside (2016) jako Cee-Cee
- Face 2 Face (2016) jako Madison Daniels
- Odious (2017) jako Gina
- Justice League vs. the Fatal Five (2019) jako Miss Martian (głos)
- Curious George: Royal Monkey (2019) jako księżniczka Isabel (głos)

### Telewizja
- Mr. Troop Mom (2009) jako Naomi Serrano (film TV)
- Oczywiste kłamstwa (2010) jako młoda Sofia (film TV)
- Oliver's Ghost (2011) jako Jenny McCaffrey  (film TV)
- Gotowe na wszystko (2012) jako Marisa Sanchez
- Przebudzenie[1] (2012) jako Emma
- Jeden gniewny Charlie[1] (2012–2014) jako Sam Goodson
- Śmiertelny pakt (2013) jako Heather Marshall (film TV)
- Perfect High (2015) jako Riley (film TV)
- What Goes Around Comes Around (2016) jako nastoletnia Robin (krótkometrażówka)
- The Rachels (2017) jako Roxie (film TV)
- Secs & Execs (2017) jako Heidi (film TV)
- Pępek świata (2016–2018) jako Lexie Brooks
- Współczesna rodzina (2019) jako Trish